# Adilbiek Dżaksybiekow
Adilbiek Ryskieldinowicz Dżaksybiekow (oryg. Адильбек Рыскельдинович Джаксыбеков; ur. 26 lipca 1954 w obwodzie kustanajskim) – kazachski polityk, burmistrz Astany w latach 1997–2003, minister obrony od 24 czerwca 2009 do 3 kwietnia 2014.
22 października 2014 został powołany na stanowisko burmistrza Astany – stolicy Kazachstanu. Zastąpił na tym stanowisku Imangalego Tasmagambetowa, który wszedł w skład rządu jako minister obrony. 21 czerwca 2016 na stanowisku zastąpił go Asiet Isiekieszew.
Od 21 czerwca 2016 do 11 września 2018 pełnił funkcję szefa administracji prezydenta Kazachstanu.